# Marokkói labdarúgó-válogatott
A marokkói labdarúgó-válogatott, vagy becenevükön „az Atlasz oroszlánjai”, Marokkó nemzeti csapata, amelyet a marokkói labdarúgó-szövetség (arabul: الجامعة الملكية المغربية لكرة القدم – el-Dzsámia el-Malikijja el-Magrebijja li-Kurat el-Kadam, franciául: Fédération Royale Marocaine de Football) irányít. Az első afrikai labdarúgó-válogatottként nyerték meg a csoportjukat az 1986-os labdarúgó-világbajnokságon Portugália, Lengyelország és Anglia előtt, így első afrikai nemzetként harcolták ki a nyolcaddöntőben való részvételt, azonban a későbbi ezüstérmes NSZK ellen 1–0-s arányban alulmaradtak. Marokkó labdarúgó-válogatottja 1976-ban első ízben, és egyben utoljára megnyerte az afrikai nemzetek kupáját.

## Története

### A kezdetek
A marokkói nemzeti labdarúgó-válogatott történelme több, mint 80 éves múltra tekint vissza, amely egyaránt tartalmazott a váratlan sikerek mellett meglepő kudarcokat is. A nemzeti labdarúgó-szövetség 1955-ös megalakulásáig csak néhány Franciaország "B" válogatottja ellen játszott barátságos mérkőzésről maradtak fent információk. Első hivatalos labdarúgó-mérkőzésüket 1957. október 19-én Irak ellen játszották az 1957-es pánarab játékok csoportmérkőzésén, amely 3-3-as döntetlennel zárult. Nemzetközi porondon történt bemutatkozásuk sikeresnek volt mondható, hiszen már a második mérkőzésükön bravúros győzelmet arattak Líbiával szemben, később a tornán egészen az elődöntőig meneteltek, ahol csak tizenegyesekkel maradtak alul Szíria ellenében. A marokkói labdarúgás progresszív fejlődésébe a következő évek sem görgettek akadályt: az 1960-as olimpiai-selejtezőn csak a jóval nagyobb játékerőt képviselő Tunézia tudta megfosztani őket az ötkarikás szerepléstől. Az 1960-1963 közötti időszakot főleg a labdarúgó-válogatott építése, illetve barátságos mérkőzések és labdarúgótornák arzenálja töltötte ki. Az első, igazán kimagasló eredményt az 1964-es olimpiai-selejtező jelentette, hiszen minden mérkőzést megnyerve írták fel magukat a Japánban rendezett ötkarikás játékok labdarúgócsapatainak listájára. Sikertelen olimpiai bemutatkozásuk ellenére (mindkét mérkőzésüket elvesztették) Marokkó ekkortájt Afrika legjobb labdarúgó-válogatottjával rendelkezett.

### A kettősség korszaka
Az 1964. évi nyári olimpiai játékokat követő évtizedet a marokkói labdarúgás kettőssége jellemezte. Az 1967-ben Tunézia ellen elvesztett olimpiai-selejtező mérkőzés azt jelentette, hogy nem sikerült megismételniük a három évvel korábbi bravúrt. 1968-ban lejátszották első világbajnoki-selejtező, majd 1969-ben az első afrikai nemzetek kupája-selejtező mérkőzésüket is. Míg a kontinensviadalra rossz játékkal, sikertelenül pályáztak, addig a párhuzamosan folyó 1970-es labdarúgó-világbajnokság afrikai selejtezőjén pazar játékkal rukkoltak elő, így első nevezésük máris sikerrel zárult. A Mexikóban rendezett VB-n azonban tovább gyűrűződött Marokkó eredménytelensége a rangos nemzetközi színtéren: a csoportkör első két mérkőzését elvesztették, gyógyírt csak a tét nélküli utolsó, Bulgária elleni csoportmeccs pontosztozkodása jelenthette.
1971-ben, felemás eredményekkel ugyan de sikeresen zárták a kontinensviadal selejtezőkörét, így 1972-ben első ízben lehettek tagjai afrikai nemzetek kupája mezőnyének, amelyet mindmáig egyedülálló, három, egyaránt 1-1-es döntetlennel végződő csoportmérkőzésekkel zártak. A lendületben lévő atlaszi oroszlánoknak ez évben az olimpiai-selejtező sem jelenthetett akadályt, és veretlenül, már másodízben – és egyben utoljára – harcolták ki az ötkarikás játékokon való indulás jogát. A ma már történelmi jelentőségű első és egyben utolsó olimpiai győzelmük (Malajzia ellen 6-0 arányban) a második csoportkörbe juttatta a válogatottat, ahol három vereséggel búcsúztak a tornától.

### Az aranykor
A marokkói labdarúgás legsikeresebb korszaka az 1976-1986 közötti időszak volt. 1976-ban megnyerték az afrikai nemzetek kupáját, 1978-ban csak rosszabb gólkülönbségük miatt maradtak le a negyeddöntőről, 1980-ban pedig egészen a bronzéremig meneteltek. 1986-os kontinensviadal elvesztett elődöntőjét egy akkoriban egyedülálló világbajnoki szereplés követett: a Mexikóban rendezett 1986-os labdarúgó-világbajnokság "F" csoportját Marokkó veretlenül – két 0–0-s döntetlen és egy 3-1-es győzelem Portugália ellen – zárta, így első afrikai csapatként jutott a világ legjobb 16 csapata közé. A nyolcaddöntőben világbajnoki cím egyik legnagyobb várományosával, a Német Szövetségi Köztársaság labdarúgó-válogatottjával találkoztak. Az 1986. június 17-én rendezett mérkőzés mindmáig a marokkói labdarúgás legfontosabb mérkőzéseként maradt fent, hiszen a lelkes oroszlánok a végig agresszív nyugat-német rohamok közül csak Lothar Matthäus 89.percben lőtt szabadrúgásával szemben maradtak tehetetlenek. A világbajnokság után hazatérő válogatott tagjait büszke marokkóiak ezrei köszöntötték Rabat utcáin.

### 1988 és 2017 közötti időszak
A sikeres világbajnoki szereplést az 1988-as afrikai nemzetek kupáján elvesztett bronzmérkőzés, majd a marokkói labdarúgás sikerességének apadása követte. A mélypontot az 1990-es év jelentette, amikor nem jutottak ki sem a labdarúgó-világbajnokságra, sem pedig a kontinensviadalra. Az 1992-es és az 1994-es afrikai nemzetek kupája-selejtezők sikertelenségére csak csekélyt vigaszt nyújtott az 1994-es labdarúgó-világbajnokságon való részvétel, hiszen a válogatott mindhárom mérkőzését elvesztette. A zuhanás megállításának érdekében a marokkói labdarúgó-szövetség radikális változásokat eszközölt, amelynek gyümölcse 1998-ra érett be a sikeres világbajnoki-selejtezőkkel és a kontinensviadalon elért negyeddöntővel. A Franciaországban rendezett labdarúgó-világbajnokságon a válogatott már ismét régi fényében ragyogott. A 2002-es világbajnokság selejtezőiben Szenegál mögött a második helyen végeztek és lemaradtak a tornáról. A 2002-es afrikai nemzetek kupáján nem jutottak tovább a csoportjukból.

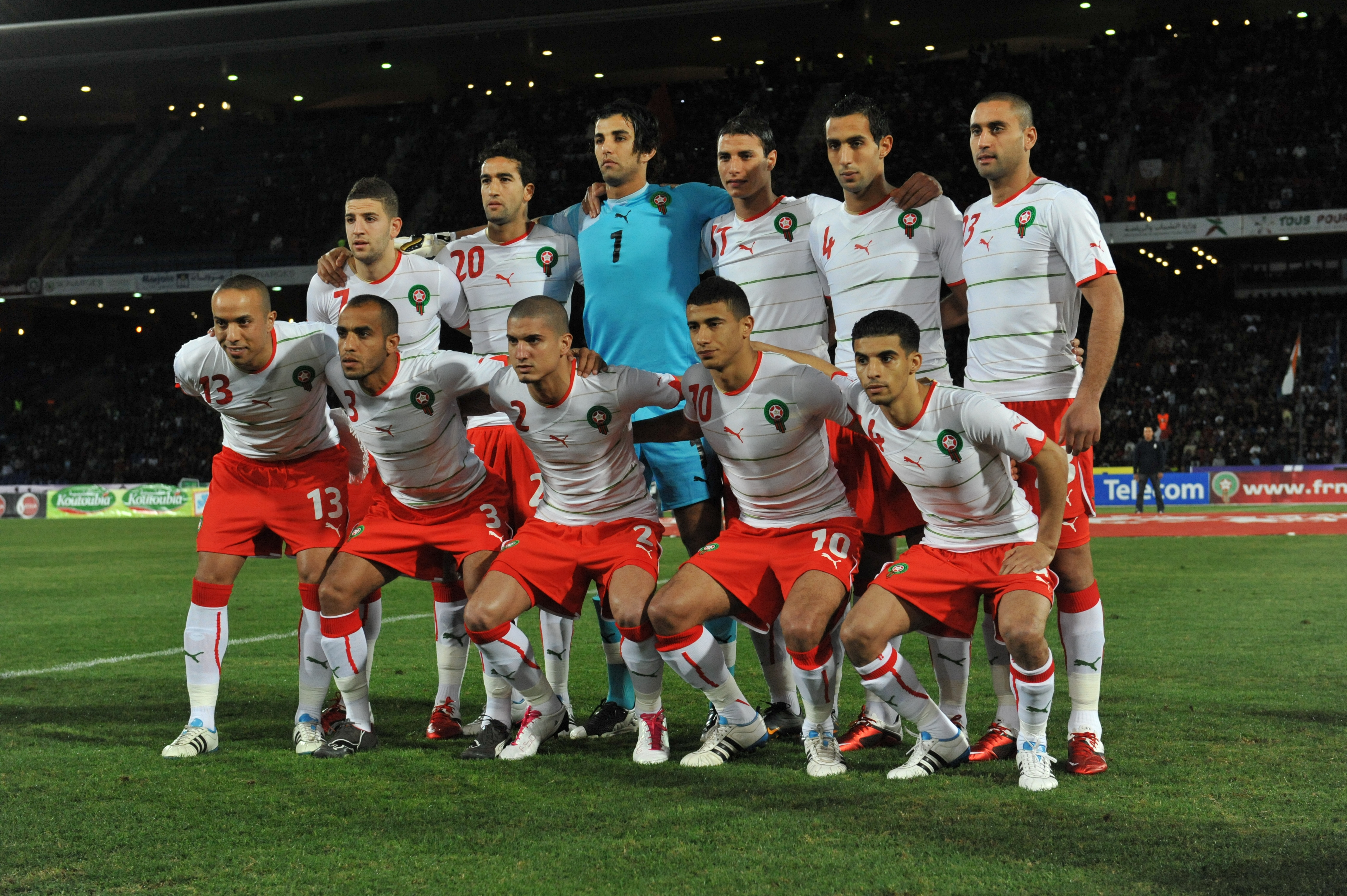
Marokkó válogatottja 2011-ben

A 2004-es afrikai nemzetek kupáján bejutottak a döntőbe, amit a házigazda Tunézia ellen elveszítettek 2–1-re, de így is ezüstérmet szereztek. 1998 és 2008 között megszakítás nélkül hatodszor voltak tagjai az afrikai kontinensviadal mezőnyének. A 2006-os és a 2008-as tornán a csoportkörből nem sikerült továbbjutniuk. A 2010-es világbajnokság selejtezőinek második körében kapcsolódtak be a küzdelmekbe. Ruanda és Mauritánia előtt megnyerték a csoportjukat, és bejutottak a harmadik fordulóba, ahol hat mérkőzésből egyet sem tudtak megnyerni, három döntetlennel és három vereséggel Kamerun, Gabon és Togo mögött végeztek és nem jutottak ki a dél-afrikai világbajnokságra. A 2012-es és a 2013-as afrikai nemzetek kupáján a csoportkör után kiestek. A 2014-es világbajnokság selejtezőinek második fordulójában 1–1-es döntetlennel kezdtek Gambia ellen idegenben, amit az Elefántcsontpart elleni 2–2-es hazai mérkőzés követett Marrákesben. Tanzániában 3–1-es vereséget szenvedtek, majd hazai pályán 2–1-re győztek Tanzánia ellen és 2–0-ra verték Gambiát. Az utolsó selejtezőn 1–1-es döntetlent játszottak Abidjanban. A csoport második helyén bégeztek és nem jutottak be a harmadik fordulóba. Eredetileg Marokkó lett volna a házigazdája a 2015-ös afrikai nemzetek kupájának, de a nyugat-afrikai Ebola-járvány miatt visszaléptek a rendezéstől. Először kérték a torna elhalasztását, de ezt elutasította az Afrikai labdarúgó-szövetség végrehajtó bizottsága és végül kizárta Marokkót. A 2017-es afrikai nemzetek kupáján a negyeddöntőig jutottak, ahol Egyiptom ellen 1–0-ás vereséget szenvedtek.

### 2018 után

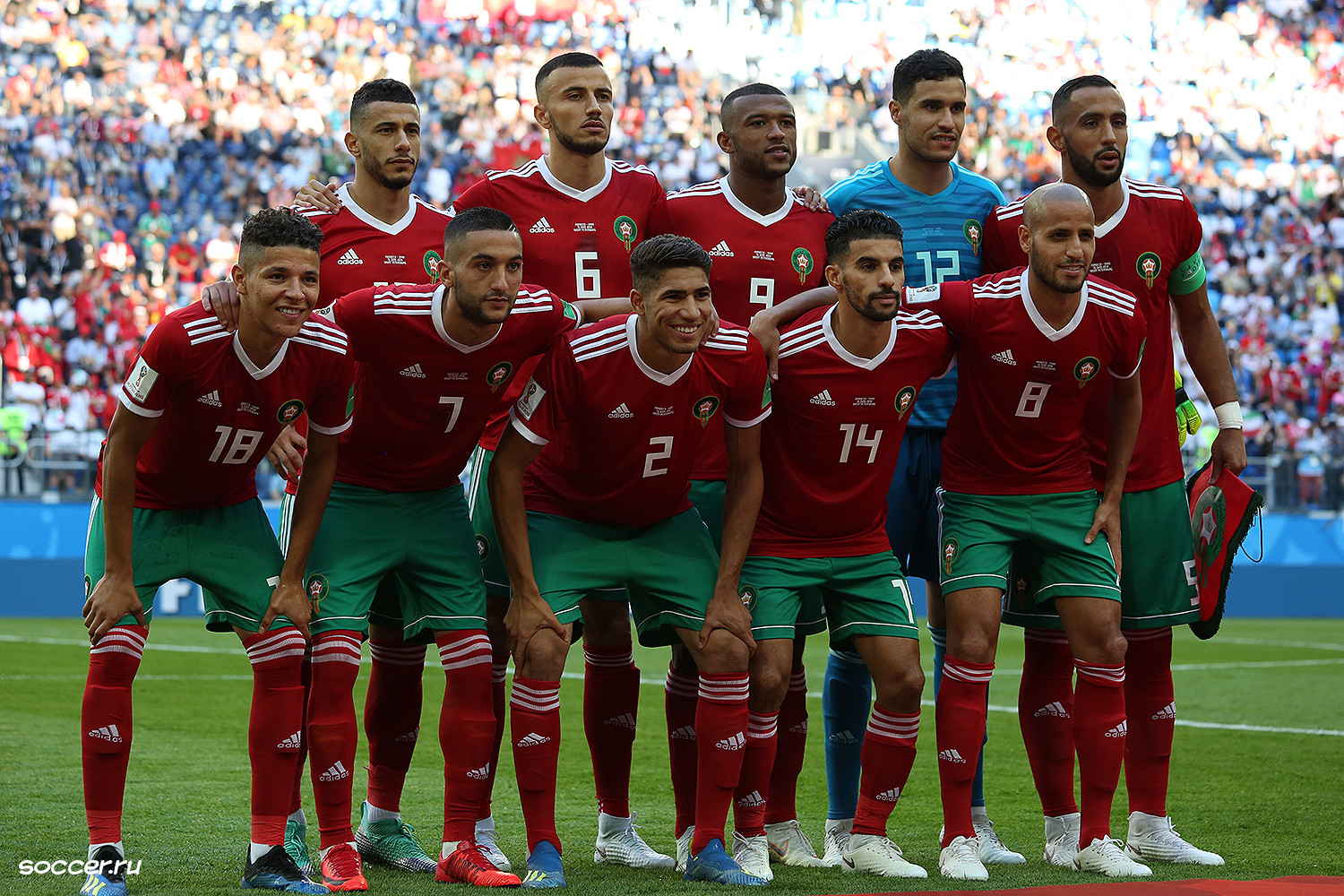
Marokkó válogatottja a 2018-as világbajnokságon

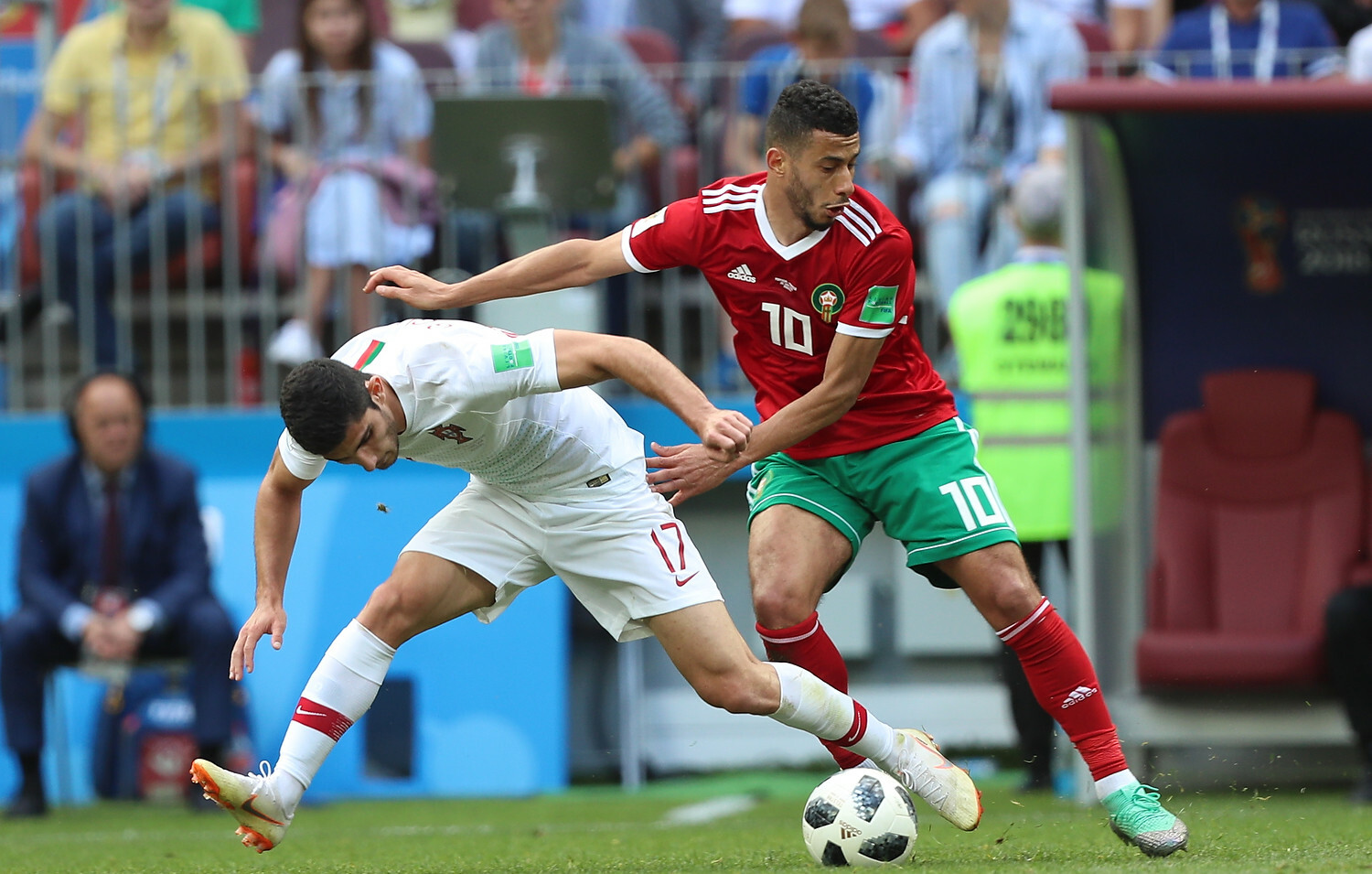
Portugália–Marokkó mérkőzés a 2018-as világbajnokságon

A 2018-as világbajnokság CAF-selejtezőinek a második körében Egyenlítői-Guinea ellen 2–0-ás győzelemmel kezdtek, a visszavágón 1–0-ra kikaptak, de 2–1-es összesítéssel bejutottak a harmadik fordulóba, ahol Gabon és Elefántcsontpart ellen 0–0-ás döntetlent játszottak. Ezt követte a Mali elleni 6–0-ás döntetlen és idegenbeli 0–0. Gabont 3–0-ra verték Casablancában. A mindent eldöntő utolsó selejtezőn pedig 2–0-ra győztek Elefántcsontparton és kijutottak a világbajnokságra. Négy sikertelen selejtezősorozatot követően, 20 év után tért vissza Marokkó a világbajnokság mezőnyébe. A B csoportban szerepeltek Spanyolország, Portugália és Irán társaságában. Irán ellen a 95. percben veszítették el 1–0-ra a mérkőzést egy öngóllal. A második csoportmérkőzésükön Cristiano Ronaldo 4. percben szerzett góljával Portugália 1–0-ra győzött. Spanyolország ellen 2–2-es döntetlennel zárták a tornát.
A 2019-es afrikai nemzetek kupáján Namíbiát, Elefántcsontpartot és Dél-Afrikát egyaránt 1–0-ra verték és hibátlanul nyerték a csoportjukat. A nyolcaddöntőben Beninnel találkoztak és a rendes játékidőt, illetve a hosszabbítást követően 1–1-re végeztek a felek. Következtek a büntetők, melyben Benin bizonyult jobbnak 4–1 arányban. A 2021-es tornán Ghánát 1–0-ra, a Comore-szigeteket 2–0-ra győzték le, Gabonnal 2–2-es döntetlent játszottak. A nyolcaddöntőben Malawit 2–1-re verték, a negyeddöntőben viszont ugyanilyen arányban alulmaradtak Egyiptommal szemben.
A 2022-es világbajnokságon az F csoportban szerepeltek Belgium, Horvátország és Kanada társaságában. Horvátország ellen 0–0-ás döntetlennel kezdték a tornát. A második csoportmérkőzésen nagy meglepetésre 2–0-ra legyőzték Belgiumot. A zárókörben Kanadát verték 2–1-re és megnyerték a csoportjukat. A nyolcaddöntőben Spanyolországgal találkoztak. A rendes játékidőben és a kétszer tizenöt perces hosszabbításban sem született gól, így a büntetőrúgások döntöttek, amiben Marokkó bizonyult jobbnak. A negyeddöntőben Júszef el-Neszjrí góljával 1–0-ra legyőzték Portugáliát és bejutottak az elődöntőbe. Marokkó ezzel az eredménnyel sporttörténelmet írt, mivel első afrikai csapatként sikerült bejutnia a legjobb négy közé egy világbajnokságon. Az elődöntőt 2–0-ra elveszítették Franciaországgal szemben. A bronzmérkőzésen 2–1-re kikaptak Horvátországtól, így a negyedik helyen zárták a tornát.

## Nemzetközi eredmények
Afrikai nemzetek kupája
- Aranyérmes: 1 alkalommal (1976)
- Ezüstérmes: 1 alkalommal (2004)
- Bronzérmes: 1 alkalommal (1980)

Afrikai nemzetek bajnoksága
- Aranyérmes: 2 alkalommal (2018, 2020)

Arab nemzetek kupája
- Aranyérmes: 1 alkalommal (2012)

Mediterrán játékok
- Aranyérmes: 2 alkalommal (1983, 2013)
- Bronzérmes: 3 alkalommal (1991, 2018, 2022)

Pánarab játékok
- Aranyérmes: 2 alkalommal (1961, 1976)
- Ezüstérmes: 1 alkalommal (1985)

II. Haszán király kupa
- Ezüstérmes: 1 alkalommal (2002)
- Bronzérmes: 2 alkalommal (1998, 2000)

### Világbajnoki szereplés
| Év       | Eredmény                 | Helyezés                 | M                        | GY                       | D                        | V                        | RG                       | KG                       |
| -------- | ------------------------ | ------------------------ | ------------------------ | ------------------------ | ------------------------ | ------------------------ | ------------------------ | ------------------------ |
| 1930     | Franciaország része volt | Franciaország része volt | Franciaország része volt | Franciaország része volt | Franciaország része volt | Franciaország része volt | Franciaország része volt | Franciaország része volt |
| 1934     | Franciaország része volt | Franciaország része volt | Franciaország része volt | Franciaország része volt | Franciaország része volt | Franciaország része volt | Franciaország része volt | Franciaország része volt |
| 1938     | Franciaország része volt | Franciaország része volt | Franciaország része volt | Franciaország része volt | Franciaország része volt | Franciaország része volt | Franciaország része volt | Franciaország része volt |
| 1950     | Franciaország része volt | Franciaország része volt | Franciaország része volt | Franciaország része volt | Franciaország része volt | Franciaország része volt | Franciaország része volt | Franciaország része volt |
| 1954     | Franciaország része volt | Franciaország része volt | Franciaország része volt | Franciaország része volt | Franciaország része volt | Franciaország része volt | Franciaország része volt | Franciaország része volt |
| 1958     | Nem indult               | Nem indult               | Nem indult               | Nem indult               | Nem indult               | Nem indult               | Nem indult               | Nem indult               |
| 1962     | Nem jutott be            | Nem jutott be            | Nem jutott be            | Nem jutott be            | Nem jutott be            | Nem jutott be            | Nem jutott be            | Nem jutott be            |
| 1966     | Visszalépett             | Visszalépett             | Visszalépett             | Visszalépett             | Visszalépett             | Visszalépett             | Visszalépett             | Visszalépett             |
| 1970     | Csoportkör               | 14.                      | 3                        | 0                        | 1                        | 2                        | 2                        | 6                        |
| 1974     | Nem jutott be            | Nem jutott be            | Nem jutott be            | Nem jutott be            | Nem jutott be            | Nem jutott be            | Nem jutott be            | Nem jutott be            |
| 1978     | Nem jutott be            | Nem jutott be            | Nem jutott be            | Nem jutott be            | Nem jutott be            | Nem jutott be            | Nem jutott be            | Nem jutott be            |
| 1982     | Nem jutott be            | Nem jutott be            | Nem jutott be            | Nem jutott be            | Nem jutott be            | Nem jutott be            | Nem jutott be            | Nem jutott be            |
| 1986     | Nyolcaddöntő             | 11.                      | 4                        | 1                        | 2                        | 1                        | 3                        | 2                        |
| 1990     | Nem jutott be            | Nem jutott be            | Nem jutott be            | Nem jutott be            | Nem jutott be            | Nem jutott be            | Nem jutott be            | Nem jutott be            |
| 1994     | Csoportkör               | 23.                      | 3                        | 0                        | 0                        | 3                        | 2                        | 5                        |
| 1998     | Csoportkör               | 18.                      | 3                        | 1                        | 1                        | 1                        | 5                        | 5                        |
| 2002     | Nem jutott be            | Nem jutott be            | Nem jutott be            | Nem jutott be            | Nem jutott be            | Nem jutott be            | Nem jutott be            | Nem jutott be            |
| 2006     | Nem jutott be            | Nem jutott be            | Nem jutott be            | Nem jutott be            | Nem jutott be            | Nem jutott be            | Nem jutott be            | Nem jutott be            |
| 2010     | Nem jutott be            | Nem jutott be            | Nem jutott be            | Nem jutott be            | Nem jutott be            | Nem jutott be            | Nem jutott be            | Nem jutott be            |
| 2014     | Nem jutott be            | Nem jutott be            | Nem jutott be            | Nem jutott be            | Nem jutott be            | Nem jutott be            | Nem jutott be            | Nem jutott be            |
| 2018     | Csoportkör               | 27.                      | 3                        | 0                        | 1                        | 2                        | 2                        | 4                        |
| 2022     | Negyedik hely            | 4.                       | 7                        | 3                        | 2                        | 2                        | 6                        | 5                        |
| Összesen | elődöntő                 | 6/15                     | 22                       | 5                        | 7                        | 10                       | 19                       | 25                       |

### Afrikai nemzetek kupája-szereplés
| Afrikai nemzetek kupája szereplés | Afrikai nemzetek kupája szereplés | Afrikai nemzetek kupája szereplés | Afrikai nemzetek kupája szereplés | Afrikai nemzetek kupája szereplés | Afrikai nemzetek kupája szereplés | Afrikai nemzetek kupája szereplés | Afrikai nemzetek kupája szereplés | Afrikai nemzetek kupája szereplés |
| Év                                | Eredmény                          | Helyezés                          | M                                 | Gy                                | D*                                | V                                 | RG                                | KG                                |
| --------------------------------- | --------------------------------- | --------------------------------- | --------------------------------- | --------------------------------- | --------------------------------- | --------------------------------- | --------------------------------- | --------------------------------- |
| 1957                              | Nem tagja a CAF-nak               | Nem tagja a CAF-nak               | Nem tagja a CAF-nak               | Nem tagja a CAF-nak               | Nem tagja a CAF-nak               | Nem tagja a CAF-nak               | Nem tagja a CAF-nak               | Nem tagja a CAF-nak               |
| 1959                              | Nem tagja a CAF-nak               | Nem tagja a CAF-nak               | Nem tagja a CAF-nak               | Nem tagja a CAF-nak               | Nem tagja a CAF-nak               | Nem tagja a CAF-nak               | Nem tagja a CAF-nak               | Nem tagja a CAF-nak               |
| 1962                              | Visszalépett                      | Visszalépett                      | Visszalépett                      | Visszalépett                      | Visszalépett                      | Visszalépett                      | Visszalépett                      | Visszalépett                      |
| 1963                              | Nem jutott be                     | Nem jutott be                     | Nem jutott be                     | Nem jutott be                     | Nem jutott be                     | Nem jutott be                     | Nem jutott be                     | Nem jutott be                     |
| 1965                              | Nem indult                        | Nem indult                        | Nem indult                        | Nem indult                        | Nem indult                        | Nem indult                        | Nem indult                        | Nem indult                        |
| 1968                              | Nem indult                        | Nem indult                        | Nem indult                        | Nem indult                        | Nem indult                        | Nem indult                        | Nem indult                        | Nem indult                        |
| 1970                              | Nem jutott be                     | Nem jutott be                     | Nem jutott be                     | Nem jutott be                     | Nem jutott be                     | Nem jutott be                     | Nem jutott be                     | Nem jutott be                     |
| 1972                              | Csoportkör                        | 5.                                | 3                                 | 0                                 | 3                                 | 0                                 | 3                                 | 3                                 |
| 1974                              | Nem indult                        | Nem indult                        | Nem indult                        | Nem indult                        | Nem indult                        | Nem indult                        | Nem indult                        | Nem indult                        |
| 1976                              | Aranyérmes                        | 1.                                | 6                                 | 4                                 | 2                                 | 0                                 | 11                                | 6                                 |
| 1978                              | Csoportkör                        | 6.                                | 3                                 | 1                                 | 1                                 | 1                                 | 2                                 | 4                                 |
| 1980                              | Bronzérmes                        | 3.                                | 5                                 | 2                                 | 1                                 | 2                                 | 4                                 | 3                                 |
| 1982                              | Nem jutott be                     | Nem jutott be                     | Nem jutott be                     | Nem jutott be                     | Nem jutott be                     | Nem jutott be                     | Nem jutott be                     | Nem jutott be                     |
| 1984                              | Nem jutott be                     | Nem jutott be                     | Nem jutott be                     | Nem jutott be                     | Nem jutott be                     | Nem jutott be                     | Nem jutott be                     | Nem jutott be                     |
| 1986                              | Negyedik hely                     | 4.                                | 5                                 | 1                                 | 2                                 | 2                                 | 4                                 | 5                                 |
| 1988                              | Negyedik hely                     | 4.                                | 5                                 | 1                                 | 3                                 | 1                                 | 3                                 | 3                                 |
| 1990                              | Nem jutott be                     | Nem jutott be                     | Nem jutott be                     | Nem jutott be                     | Nem jutott be                     | Nem jutott be                     | Nem jutott be                     | Nem jutott be                     |
| 1992                              | Csoportkör                        | 9.                                | 2                                 | 0                                 | 1                                 | 1                                 | 1                                 | 2                                 |
| 1994                              | Nem jutott be                     | Nem jutott be                     | Nem jutott be                     | Nem jutott be                     | Nem jutott be                     | Nem jutott be                     | Nem jutott be                     | Nem jutott be                     |
| 1996                              | Nem jutott be                     | Nem jutott be                     | Nem jutott be                     | Nem jutott be                     | Nem jutott be                     | Nem jutott be                     | Nem jutott be                     | Nem jutott be                     |
| 1998                              | Negyeddöntő                       | 6.                                | 4                                 | 2                                 | 1                                 | 1                                 | 6                                 | 3                                 |
| 2000                              | Csoportkör                        | 11.                               | 3                                 | 1                                 | 1                                 | 1                                 | 1                                 | 2                                 |
| 2002                              | Csoportkör                        | 9.                                | 3                                 | 1                                 | 1                                 | 1                                 | 3                                 | 4                                 |
| 2004                              | Ezüstérmes                        | 2.                                | 6                                 | 4                                 | 1                                 | 1                                 | 14                                | 4                                 |
| 2006                              | Csoportkör                        | 13.                               | 3                                 | 0                                 | 2                                 | 1                                 | 0                                 | 1                                 |
| 2008                              | Csoportkör                        | 11.                               | 3                                 | 1                                 | 0                                 | 2                                 | 7                                 | 6                                 |
| 2010                              | Nem jutott be                     | Nem jutott be                     | Nem jutott be                     | Nem jutott be                     | Nem jutott be                     | Nem jutott be                     | Nem jutott be                     | Nem jutott be                     |
| 2012                              | Csoportkör                        | 12.                               | 3                                 | 1                                 | 0                                 | 2                                 | 4                                 | 5                                 |
| 2013                              | Csoportkör                        | 10.                               | 3                                 | 0                                 | 3                                 | 0                                 | 3                                 | 3                                 |
| 2015                              | Kizárták                          | Kizárták                          | Kizárták                          | Kizárták                          | Kizárták                          | Kizárták                          | Kizárták                          | Kizárták                          |
| 2017                              | Negyeddöntő                       | 7.                                | 4                                 | 2                                 | 0                                 | 2                                 | 4                                 | 3                                 |
| 2019                              | Nyolcaddöntő                      | 9.                                | 4                                 | 3                                 | 1                                 | 0                                 | 4                                 | 1                                 |
| 2021                              | Negyeddöntő                       | 5.                                | 5                                 | 3                                 | 1                                 | 1                                 | 8                                 | 5                                 |
| 2023                              | Nyolcaddöntő                      | 11.                               | 4                                 | 2                                 | 1                                 | 1                                 | 5                                 | 3                                 |
| 2025                              | Házigazdai minősítés              | Házigazdai minősítés              | Házigazdai minősítés              | Házigazdai minősítés              | Házigazdai minősítés              | Házigazdai minősítés              | Házigazdai minősítés              | Házigazdai minősítés              |
| Összesen                          | 1 aranyérem                       | 19/33                             | 74                                | 29                                | 25                                | 20                                | 87                                | 66                                |

*Beleértve az egyeneses kieséses szakaszban elért döntetleneket is.

### Olimpiai szereplés
| Év         | Eredmény                  | Hely                      | M                         | Gy                        | D                         | V                         | RG                        | KG                        |
| ---------- | ------------------------- | ------------------------- | ------------------------- | ------------------------- | ------------------------- | ------------------------- | ------------------------- | ------------------------- |
| 1900– 1956 | Franciaország része volt  | Franciaország része volt  | Franciaország része volt  | Franciaország része volt  | Franciaország része volt  | Franciaország része volt  | Franciaország része volt  | Franciaország része volt  |
| 1960       | Nem jutott be             | Nem jutott be             | Nem jutott be             | Nem jutott be             | Nem jutott be             | Nem jutott be             | Nem jutott be             | Nem jutott be             |
| 1964       | Csoportkör                | 13.                       | 2                         | 0                         | 0                         | 2                         | 1                         | 9                         |
| 1968       | Bejutott, de visszalépett | Bejutott, de visszalépett | Bejutott, de visszalépett | Bejutott, de visszalépett | Bejutott, de visszalépett | Bejutott, de visszalépett | Bejutott, de visszalépett | Bejutott, de visszalépett |
| 1972       | 2. csoportkör             | 8.                        | 6                         | 1                         | 1                         | 4                         | 7                         | 14                        |
| 1976       | Nem jutott be             | Nem jutott be             | Nem jutott be             | Nem jutott be             | Nem jutott be             | Nem jutott be             | Nem jutott be             | Nem jutott be             |
| 1980       | Nem jutott be             | Nem jutott be             | Nem jutott be             | Nem jutott be             | Nem jutott be             | Nem jutott be             | Nem jutott be             | Nem jutott be             |
| 1984       | Csoportkör                | 12.                       | 3                         | 1                         | 0                         | 2                         | 1                         | 4                         |
| 1988       | Nem jutott be             | Nem jutott be             | Nem jutott be             | Nem jutott be             | Nem jutott be             | Nem jutott be             | Nem jutott be             | Nem jutott be             |
| Összesen   | 2. csoportkör             | 7/26                      | 23                        | 3                         | 5                         | 15                        | 17                        | 48                        |

- 1948 és 1988 között amatőr, 1992-től kezdődően U23-as játékosok vettek részt az olimpiai játékokon

## Mezek a válogatott története során
A marokkói labdarúgó-válogatott hagyományos szerelése piros mez, piros nadrág és piros sportszár, de volt időszak, amikor tiszta zöldben léptek pályára. A váltómez leggyakrabban a fehér mezből, fehér nadrágból és fehér sportszárból álló kombináció. 

### Első számú
| 1970 | 1976 | 1986 | 1994 | 1998 | 2004 | 2006 | 2007 | 2008 | 2010 | 2012 |
| 2013 | 2015 | 2017 | 2018 | 2019 | 2021 | 2022 |      |      |      |      |

### Váltómez
| 1970 | 1986 | 1994 | 1998 | 2004 | 2006 | 2007 | 2008 | 2010 | 2015 | 2017 |
| 2018 | 2019 | 2021 | 2022 |      |      |      |      |      |      |      |

### Harmadik számú
| 2017 |

## Játékosok

### Jelenlegi keret
A marokkói válogatott 26 fős kerete a 2022-es Világbajnokság mérkőzéseire.
A pályára lépesek és gólok száma a 2022. szeptember 27-i  Paraguay elleni mérkőzés után lett frissítve.

| Mezszám       | Poszt       | Név                  | Születési dátum (kor)          | Válogatottság | Gólok | Klub                |
| ------------- | ----------- | -------------------- | ------------------------------ | ------------- | ----- | ------------------- |
|               |             |                      |                                |               |       |                     |
| Kapusok       |             |                      |                                |               |       |                     |
| 1             | kapus       | Bono                 | 1991. április 5. (33 éves)     | 45            | 0     | Sevilla             |
| 12            | kapus       | Múnír Mohamedí       | 1989. május 10. (35 éves)      | 43            | 0     | el-Vahda            |
| 22            | kapus       | Áhmed Reda Tagnútí   | 1996. április 5. (28 éves)     | 3             | 0     | Vidad Casablanca    |
| Védők         |             |                      |                                |               |       |                     |
| 2             | hátvéd      | Achraf Hakimi        | 1998. november 4. (26 éves)    | 53            | 8     | Paris Saint-Germain |
| 3             | hátvéd      | Noussair Mazraoui    | 1997. november 14. (27 éves)   | 14            | 2     | Bayern München      |
| 5             | hátvéd      | Dzsavád el-Jámík     | 1992. február 29. (33 éves)    | 11            | 2     | Real Valladolid     |
| 6             | hátvéd      | Rúmán Szájsz         | 1990. március 26. (34 éves)    | 65            | 1     | Beşiktaş            |
| 18            | hátvéd      | Nájf Ákerd           | 1996. március 30. (28 éves)    | 21            | 1     | West Ham United     |
| 20            | hátvéd      | Ásraf Dárí           | 1999. május 6. (25 éves)       | 4             | 0     | Brest               |
| 23            | hátvéd      | Badr Bánún           | 1993. szeptember 30. (31 éves) | 3             | 0     | Qatar SC            |
| 25            | hátvéd      | Jahja Atjat Állah    | 1995. március 2. (30 éves)     | 1             | 0     | Vidad Casablanca    |
| Középpályások |             |                      |                                |               |       |                     |
| 4             | középpályás | Szofjan Amrabat      | 1996. augusztus 21. (28 éves)  | 38            | 0     | Fiorentina          |
| 8             | középpályás | Azádín Únáhí         | 2000. április 19. (24 éves)    | 9             | 2     | Angers              |
| 11            | középpályás | Abdelhamíd Szábírí   | 1996. november 28. (28 éves)   | 2             | 1     | Sampdoria           |
| 15            | középpályás | Szelím Ámalah        | 1996. november 15. (28 éves)   | 23            | 4     | Standard Liège      |
| 24            | középpályás | Bilál el-Hanúsz      | 2004. május 10. (20 éves)      | 0             | 0     | Genk                |
| 26            | középpályás | Jahja Dzsabrán       | 1991. június 18. (33 éves)     | 4             | 0     | Vidad Casablanca    |
| Támadók       |             |                      |                                |               |       |                     |
| 7             | csatár      | Hakím Zíjes          | 1993. március 19. (32 éves)    | 42            | 17    | Chelsea             |
| 9             | csatár      | Abdálrazák Hamdállah | 1990. december 17. (34 éves)   | 17            | 6     | el-Áttihád          |
| 13            | csatár      | Ilias Chair          | 1997. október 30. (27 éves)    | 10            | 1     | Queens Park Rangers |
| 14            | csatár      | Zakaríá Ábúhlál      | 2000. február 18. (25 éves)    | 12            | 2     | Toulouse            |
| 16            | csatár      | Abde Ezálzúlí        | 2001. december 17. (23 éves)   | 2             | 0     | Osasuna             |
| 17            | csatár      | Szofján Búfál        | 1993. szeptember 17. (31 éves) | 31            | 5     | Angers              |
| 19            | csatár      | Júszef el-Neszjrí    | 1997. június 1. (27 éves)      | 49            | 14    | Sevilla             |
| 21            | csatár      | Valíd Sedíra         | 1998. január 22. (27 éves)     | 2             | 0     | Bari                |

### A legtöbb válogatottsággal rendelkező játékosok
Az adatok 2022. szeptember 27. állapotoknak felelnek meg.
- A még aktív játékosok (félkövérrel) vannak megjelölve.

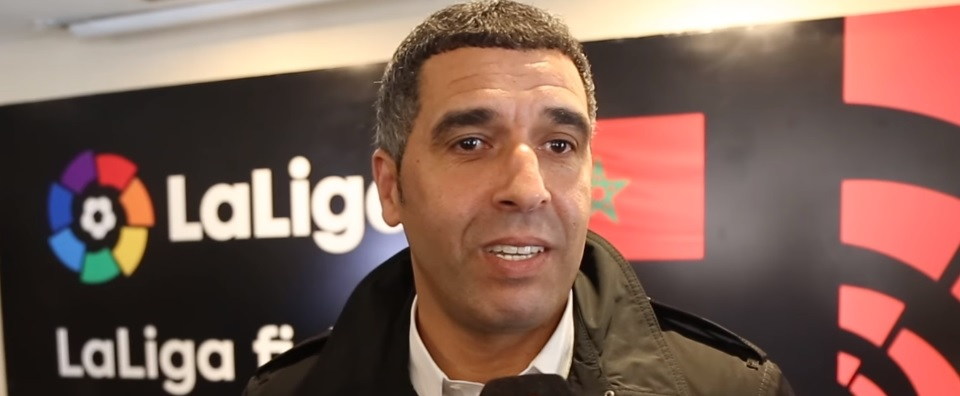
Núr ed-Dín Najbet a válogatottsági rekorder 115 mérkőzéssel.

| Rank | Játékos              | Mérkőzés | Gólok | Időszak   |
| ---- | -------------------- | -------- | ----- | --------- |
| 1    | Núr ed-Dín Najbet    | 115      | 4     | 1990–2006 |
| 2    | Áhmed Farasz         | 94       | 36    | 1966–1979 |
| 3    | Júzsef Száfri        | 79       | 8     | 1999–2009 |
| 4    | Huszín Harzsa        | 78       | 12    | 2004–2015 |
| 4    | Badou Zaki           | 78       | 0     | 1979–1992 |
| 6    | Abdelmajid Dolmy     | 76       | 2     | 1973–1988 |
| 7    | Júszef Síbú          | 73       | 9     | 1996–2006 |
| 7    | Mohammed Hazzaz      | 73       | 0     | 1969–1979 |
| 9    | Abdelkrim el-Hadríúí | 72       | 4     | 1992–2001 |
| 10   | Mubárak Busszufa     | 70       | 8     | 2006–2019 |

### A válogatottban legtöbb gólt szerző játékosok
Az adatok 2022. szeptember 27. állapotoknak felelnek meg.
- A még aktív játékosok (félkövérrel) vannak megjelölve.

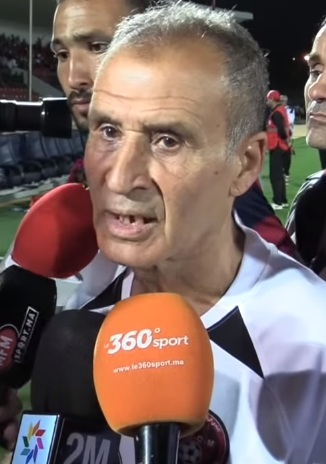
Áhmed Farasz a válogatott történetének legeredményesebb játékosa 36 góllal.

| #  | Játékos             | Gólok | Mérkőzés | Arány | Időszak   |
| -- | ------------------- | ----- | -------- | ----- | --------- |
| 1  | Áhmed Farasz        | 36    | 94       | 0.38  | 1966–1979 |
| 2  | Szaláháddín Baszír  | 27    | 59       | 0.46  | 1994–2002 |
| 3  | Abdeljalil Hadda    | 19    | 48       | 0.4   | 1995–2002 |
| 4  | Haszan Amszarát     | 18    | 39       | 0.46  | 1971–1979 |
| 4  | Marván as-Samáh     | 18    | 65       | 0.28  | 2003–2014 |
| 6  | Abdeszlám el-Gríszí | 17    | 35       | 0.49  | 1984–1995 |
| 6  | Hakím Zíjes         | 17    | 41       | 0.41  | 2015–     |
| 8  | Júszef el-Arabí     | 16    | 46       | 0.36  | 2010–     |
| 8  | Júszúf Hadzsí       | 16    | 64       | 0.25  | 2003–2012 |
| 10 | Júszef el-Neszjrí   | 14    | 48       | 0.29  | 2016-     |
| 10 | Azíz Búderbála      | 14    | 57       | 0.25  | 1979–1992 |

### Híresebb játékosok
- Dzsúád ez-Zájri, a 2004-es afrikai nemzetek kupájának egyik meghatározó marokkói játékosa volt.
- Larbi Benbarek, azaz a "Fekete gyöngy". Az 1940-es, 1950-es évek legjobb marokkói játékosa, aki Franciaországban és Spanyolországban is játszott.
- Just Fontaine, aki ugyan a francia labdarúgó-válogatottal lett világhírű, de marokkói származású. Nevéhez fűződik az egy világbajnoki tornán elért legtöbb gól (13). Statisztikája is páratlan: 21-szer húzta magára a francia válogatott mezt, és összesen 30-szor talált be az ellenfelek hálójába.
- Szaláháddín Baszír, a marokkói labdarúgó-válogatott legeredményesebb játékosa, aki olyan patinás klubokban játszott mint a Deportivo La Coruña, avagy a Lille OSC
- Azíz el-Idrísszi Búderbála, a marokkói cselkirály, az Olympique Lyon egykori játékosa, az 1986-ban a France Football az év második legjobb afrikai labdarúgójának választotta.
- Talal el-Karkúri, a marokkói csapatkapitány, aki 1999-2004 között a PSG játékosa volt.
- Musztafí Hadzsí, Juszuf Hadzsi bátyja, a Sporting, a Deportivo La Coruña, a Coventry, és az Aston Villa egykori játékosa.
- Juszuf Hadzsi, Musztafa Hadzsi öccse, az AS Nancy jelenlegi játékosa.
- Núr ed-Dín Najbet, a marokkói válogatottsági csúcstartó.
- Mohammed Timúmi, 1985-ben az év afrikai labdarúgója címre jelölt játékosa.
- Badú ez-Záki, a marokkói labdarúgás legendás kapusa, 1986-ban a France Football az év afrikai labdarúgójának választotta.
- Marván as-Samáh a Crystal Palace jelenlegi labdarúgója

## Külső hivatkozások
- Marokkói Labdarúgó-szövetség – hivatalos oldal (franciául)
- Marokkó a FIFA.com-on Archiválva 2015. május 28-i dátummal a Wayback Machine-ben (angolul)
- Marokkó a cafonline.com-on (angolul)
- Marokkó labdarúgó eredményei az rsssf.com-on (angolul)
- Marokkó mérkőzéseinek eredményei az EloRating.net-en (angolul)
- Marokkó a national-football-teams.com-on Archiválva 2008. február 9-i dátummal a Wayback Machine-ben (angolul)
- Marokkó a transfermarkt.de-n (németül)
- Marokkó a weltfussbal.de-n (németül)
- Marokkó a fedefutbol.net-en (spanyolul)